# 眼斑猴鯊
眼斑猴鯊（学名：Cryptocentrus nigrocellatus），又名眼斑絲鰕虎魚，为鰕虎科絲鰕虎魚屬下的一个种。